# 聲調語言
聲調語言（Tonal language），用聲調辨義，即依聲調之相異而表達出不同之語義，而「非聲調語言」依聲調之相異只是表達出不同之語氣。人類語言，可以分為「聲調語言」與「非聲調語言」。

## 有聲調的語言

### 非洲
- 亞非語系
  - 乍得語族
  - 奧摩語族
- 尼羅-撒哈拉語系
  - 東蘇丹語族
    - 尼羅語支
- 尼日-剛果語系（斯瓦希里語除外）
- 科依桑語系

### 歐洲
- 印歐語系
  - 日耳曼語族
    - 北日耳曼語支
      - 瑞典语
      - 挪威语

    - 西日耳曼語支
      - 林堡語

  - 波羅的語族
    - 東波羅的語支
      - 立陶宛語
      - 拉脫維亞語

  - 斯拉夫語族
    - 南斯拉夫語支
      - 塞爾維亞-克羅地亞語
      - 斯洛文尼亞語

### 亞洲
- 漢藏語系
- 苗瑤語系
- 壯侗語系
- 南亞語系
  - 孟-高棉語族
    - 越-芒語支
      - 越南語
- 南島語系
  - 馬來波利尼西亞語族
    - 回輝話

### 大洋洲
- 南島語系
  - 馬來波利尼西亞語族
    - 雅賓語
    - 布卡哇語
- 巴布亞諸語言

### 美洲
- 美洲原住民語言（大部份）

## 例子
在聲調語言中，通常一個語音有很多個聲調，各自表達出不同的意思。
以下先以粵語中的 [sing] 音做例子。根據粵語標準拼音，這個語音系為平音、上音、去音時，讀作 [sing]（音會拉長）。如為入音時，就讀做 [sik]（短促音）。以下詳細的拼音同其相應的漢字一併列出，格式表示為“[拼音及聲調]與相應的文字”。“○”係指漢字中所沒有的讀音字。
[sing1] 聲；[sing2] 醒；[sing3] 聖；[sing4] 城；[sing5] ○；[sing6] 盛；[sik7] 色；[sik8] 錫；[sik9] 食。
九個聲調都有對應中文字有: [si1] 師; [si2] 史; [si3] 試; [si4] 時; [si5] 市; [si6] 事; [sik7] 色; [sik8] 錫; [sik9] 食。
其他例子包括有：[bin1] 邊；[bin2] 扁；[bin3] 變；[bin4] ○；[bin5] ○；[bin6] 便；[bit7] 必；[bit8] 憋；[bit9] 別。以及：
[jim1] 閹；[jim2] 掩；[jim3] 厭；[jim4] 炎；[jim5] 染；[jim6] 豔；[jip7] ○；[jip8] 醃；[jip9] 葉。
可以見到，同樣一個音，用不同音調、不同長短讀出來，意思會很不同。同樣的道理，當表達 [tiu4 diu6] 這個音調時應謹慎使用，以免表達錯誤，让人以为是髒話。
再以普通话中的 [ma] 音做例子。根据现代标准汉语，这个语音系有阴平、阳平、上声、去声、轻声。以下详细的拼音同其相应的中文字一并列出。
[mā]/[ㄇㄚ] 妈；[má]/[ㄇㄚˊ] 麻；[mǎ]/[ㄇㄚˇ] 马；[mà]/[ㄇㄚˋ] 骂；[ma]/[ㄇㄚ·] 吗
若编成语句可写作：妈妈骂马的麻吗？[māma mà mǎ de má ma?]/[ㄇㄚ ㄇㄚ ㄇㄚˋ ㄇㄚˇ ㄉㄜ· ㄇㄚˊ ㄇㄚ·?]
又如泰语，用国际音标可记为/mǎi mài mâi mái/，可译为“新丝绸烧了吗？”
越南语中的一句话，可译为“你连续摆了七样错的东西”

### 引用
1. ↑  CHARLES Q. CHOI,"Speaking in Tones" （页面存档备份，存于）,LINGUISTICS,2007 SCIENTIFIC AMERICAN.

## 外部連結
- World map of tone languages （页面存档备份，存于）  The World Atlas of Language Structures Online